# Александровське сільське поселення (Комсомольський район)
Алекса́ндровське сільське поселення (рос. Александрвоское сельское поселение) — муніципальне утворення у складі Комсомольського району Чувашії, Росія. Адміністративний центр — присілок Александровка.

## Населення
Населення — 1905 осіб (2019, 2131 у 2010, 2198 у 2002).

## Склад
До складу поселення входять такі населені пункти:
| Населений пункт             | Населення, осіб (2002) | Населення, осіб (2010) |
| --------------------------- | ---------------------- | ---------------------- |
| Александровка, присілок     | 451                    | 486                    |
| Ахметово, присілок          | 8                      | 6                      |
| Кіров, селище               | 260                    | 240                    |
| Луцьке, село                | 332                    | 319                    |
| Новоалександровка, присілок | 71                     | 68                     |
| Новий Сундир, присілок      | 236                    | 234                    |
| Починок-Інелі, присілок     | 440                    | 426                    |
| Старий Сундир, присілок     | 400                    | 352                    |